# 48715 Balbinot
48715 Balbinot è un asteroide della fascia principale. Scoperto nel 1996, presenta un'orbita caratterizzata da un semiasse maggiore pari a 3,1774109 UA e da un'eccentricità di 0,1170317, inclinata di 4,51413° rispetto all'eclittica.